# Tschechische Beachhandball-Nationalmannschaft der Frauen
Die tschechische Beachhandball-Nationalmannschaft der Frauen (tschechisch Český svaz házené) repräsentiert den Tschechischen Handball-Verband als Auswahlmannschaft auf internationaler Ebene bei Länderspielen im Beachhandball gegen Mannschaften anderer nationaler Verbände. Den Kader nominiert der Nationaltrainer.
Das männliche Pendant wäre die Tschechische Beachhandball-Nationalmannschaft der Männer.

## Geschichte
Beachhandball hat bislang in Tschechien keine größere Tradition, obwohl es im Land eine kleine Community gibt, die den Sport dauerhaft praktiziert. Eine männliche Nationalmannschaft wurde noch nie zusammengestellt, eine weibliche bislang nur einmal – und das in einer recht frühen Entwicklungsphase des Sports auf europäischer Ebene – für eine internationale Meisterschaft, die Europameisterschaft 2004 in Alanya, Türkei. Dort erreichte die Mannschaft einen Platz im hinteren Mittelfeld. Danach wurde keine Nationalmannschaft mehr zu einem internationalen Event entsandt. Seit Ende der 2010er Jahre beginnt der tschechische Verband damit, Nachwuchsnationalmannschaften aufzustellen.
Es dauerte 20 Jahre, bis Tschechien vor heimischen Publikum in Prag im Rahmen der EHF Championships 2022, dem erstmals ausgetragenen Qualifikationsturnier für die Europameisterschaften, wieder mit einer Nationalmannschaft antrat, aber als Letztplatzierte die Qualifikation für die EM 2023 verpasste.

## Teilnahmen
| World Games - 2001: nicht eingeladen - 2005: nicht eingeladen - 2009: nicht qualifiziert - 2013: nicht qualifiziert - 2017: nicht qualifiziert - 2022: nicht qualifiziert World Beach Games - 2019: nicht qualifiziert - 2023: nicht qualifiziert | Weltmeisterschaften - 2001: ausgefallen - 2004: nicht qualifiziert - 2006: nicht qualifiziert - 2008: nicht qualifiziert - 2010: nicht qualifiziert - 2012: nicht qualifiziert - 2014: nicht qualifiziert - 2016: nicht qualifiziert - 2018: nicht qualifiziert - 2020: nicht qualifiziert - 2022: nicht qualifiziert - 2024: | Europameisterschaften - 2000: keine Teilnahme - 2002: 9. - 2004: keine Teilnahme - 2006: keine Teilnahme - 2007: keine Teilnahme - 2009: keine Teilnahme - 2011: keine Teilnahme - 2013: keine Teilnahme - 2015: keine Teilnahme - 2017: keine Teilnahme - 2019: keine Teilnahme - 2021: keine Teilnahme - 2023: nicht qualifiziert | Europaspiele - 2023: nicht qualifiziert EHF Championship - 2022: 11. Global Tour - 2022: nicht eingeladen - 2023: nicht eingeladen |

- EM 2002: Kader derzeit nicht bekannt

- EHFC 2022: Sofie Behenská • Adéla Brabcová • Josefína Jiránková (TW) • Karolína Mocková • Sandra Müllerová • Markéta Mrvišová • Adéla Pokorná • Barbora Rachová • Markéta Růžková • Ema Veselovská • Adéla Zemanová[3]

## Trainer
| Cheftrainer - 2022: Michaela Pešková | Co-Trainer - 2022: Iveta Cvingráfová |